# Rosana Malaneschii
Rosana Malaneschii Delgado (Montevideo, 1965) es una escritora, socióloga y profesora uruguaya, nacida en Montevideo. 

## Biografía
Es socióloga, con diploma en gestión cultural, formada en la Universidad de la República (UDELAR) y profesora en las Escuelas de la Facultad de Comunicación y Diseño de la Universidad ORT. Como docente ha sido, junto con María Laura Fernández Goñi, coordinadora de Pulso Diseño, revista semestral de diseño de la Universidad ORT. Además ha colaborado, con contenidos originales, en publicaciones de distintos medios y ha sido invitada a dar conferencias y seminarios en el extranjero. Como escritora ha obtenido reconocimientos nacionales e internacionales. Es, junto con Elbia Fernandes Barros, creadora y organizadora de Zona Poema, festival anual urbano/poético/design que obtuvo dos veces el apoyo de los Fondos concursables para la cultura, Ministerio de Educación y Cultura-. Ha sido Presidente de la Casa de los Escritores del Uruguay por dos períodos sucesivos (2010/2012 y 2012/2014). Como Presidente de la Casa, ha promovido el Movimiento Festlatino, de origen brasileño, en el Uruguay, integrándose a él como Consejera. También  se dedica, como escritora, a  fotografiar poemas como parte de pequeñas escenas. A tal actividad la define como dramaturgia poética, consiste, por lo tanto en fotografiar poemas como si fuesen parte de una escenografía.

## Publicaciones
- 2024, Dos tontos y una tonta.[5]
- 2018, Con Anna Ajmátova, Intendencia de Montevideo, Montevideo.
- 2018, Poesía de los países de guay (antología), Prensas Universitarias de América Latina.
- 2015, Leyland, Mirabilia Ediciones, Montevideo.[6]
- 1996, Ediciones de la Feria, “Antología de las menciones”, Montevideo, Uruguay.

- 1996, Publicada en N º 12 de “Ruptures, la revista de las tres Américas” (Canadá) dedicado al Cono Sur en una  antología de poesía uruguaya de los últimos 50 años. Edición cuatrilingüe  (español francés, portugués e inglés).

- 1988,  “Antología Universitaria de Poesía”. Ediciones Universidad de la República. Departamento de Publicaciones, Montevideo Uruguay.[7]

## Exposiciones
- 2021 – Escalante x Nieto (vv.aa ). Sala Estela Medina, Teatro Solís, Montevideo.[8]
- 2019 – De los bordes un lugar (compartida con Viviana Barletta). Museo del Azulejo, Montevideo.[9]
- 2018 – Muestra del Festival Internacional de Colonia (concurso de arte 2018). Bastión del Carmen, Colonia.[10]
- 2018 – De cajón, imágenes encontradas (muestra colectiva), Sala Estela Medina, Teatro Solís Montevideo.[11]

- 2011 – De cajón, imágenes encontradas (3era ed., muestra colectiva), Espacio cultural de la embajada de México, Montevideo.

## Premios y honores
- 2017, Premio Onetti, en categoría poesía por su obra "Con Anna Ajmátova".[12]
- 2003, Mención en el concurso “Creación de un mito  griego”, Fundación María Tsakos, por su mito “Outes”, Montevideo, Uruguay.[13]

- 2003.  Segundo premio en el 1º concurso internacional de  cuentos organizado por Revista @mujer, Editorial Sudamericana y Laboratorios Schering, por su cuento:   “La verdad desnuda”. Jurado:  Andrea Blanqué, Roberto Apratto y  Mónica Bottero.

- 1999, Premio por Tal vez mañana, novela interactiva sobre Montevideo. Premio Moebius (Río de Janeiro 1999), la obra participó, además, de los siguientes  festivales: File (Sao Paulo, 2000), ISEA[14] (París, Francia, 2000), Moebius (París, Francia, 2000).

- 1996,  Premio mención en el concurso de la Feria Nacional del Libro y el Grabado por el libro “De la amapola gris”. Jurado Alicia Torres, Washington Benavides, Álvaro Ojeda.

- 1989. Primer premio (compartido con Álvaro Ojeda y Eduardo Curbelo) en el concurso “Cuadernos de Marcha”  por el libro “A pura piedra abierta”, Montevideo,  Uruguay.  Jurado:  Hugo Achugar, Amanda Berenguer y Alicia Migdal.

- 1988, Premio en el Primer Concurso “Antología Universitaria de Poesía”, de ASCEEP-FEUU. Montevideo Uruguay.